# 世界秘教地帯を裂く〜 続・快楽と神秘
『世界秘教地帯を裂く〜 続・快楽と神秘』（せかいひきょうちたいをさく～ぞく・かいらくとしんぴ、別題：続・快楽と神秘　世界秘教地帯を裂く,原題：Angeli Bianchi...Angeli Neri）は1968年製作のイタリア映画である。

## 概説
世界の密教や怪しげな儀式、いかがわしいカルト宗教、黒魔術など邪教、悪魔教にスポットライトを当てた極めてオカルト指向の強いモンド映画である。同時に他のモンド映画と違って特殊効果など使い、当時流行りのサイケデリックな技法を導入した異色の造りが特徴である。

## スタッフ
- 監督：ルイジ・スカチーニ
- 撮影：クラウディオ・ラッカ
- 音楽：ピエロ・ウミリアーニ